# David Montrose
Pour les articles homonymes, voir Montrose.
David Montrose, pseudonyme de Charles Ross Graham, né en 1920 au Nouveau-Brunswick (Canada) et mort en 1968 à Toronto, en Ontario (Canada), est un écrivain canadien, auteur de roman policier et de roman noir.

## Biographie
Né au Nouveau-Brunswick, Charles Ross Graham se rend à Halifax en Nouvelle-Écosse pour entreprendre des études universitaires. Après l'obtention d'un diplôme en chimie de l'Université Dalhousie, il s'installe à Montréal en 1941 et poursuit ses études à l'Université McGill.
Pendant la Seconde Guerre mondiale, il sert au sein du détachement de la recherche opérationnelle de l'Armée canadienne. Dès l'après-guerre, il s'inscrit l’Université Harvard, où il obtient une maîtrise en économie.
De retour à Montréal au tournant des années 1940-1950, il enseigne dans le milieu universitaire et adopte le pseudonyme de David Montrose afin de publier trois romans noirs ayant pour héros le détective privé montréalais Russell Teed. Gros buveur de bière Dow, cet ancien reporter, qui a un petit appartement niché dans un immeuble au 3945 du chemin de la Côte-des-Neiges, près du boulevard Westmount, a combattu en Europe pendant la guerre et est devenu, à son retour au Canada, un détective spécialisé dans les détournements de fonds et les fraudes en entreprise. Il mène ses enquêtes, à la fin des années 1940, dans le Montréal anglophone des salons huppés de Westmount et du milieu de la pègre. Quand il est dans le pétrin, il peut compter sur un coup de main de son ami, le sergent francophone Raoul Framboise de la police de Montréal. Chez Montrose, les intrigues complexes et le regard cynique du héros rappellent le style et le ton des romans de Raymond Chandler.
En 1967, après la mort de sa première femme et un divorce avec sa seconde, Charles Ross Graham déménage à Toronto et tente de se lancer dans une nouvelle carrière de rédacteur pigiste. Pour le compte de la Canadian Life Insurance Association, il publie un livre humoristique sur l'économie intitulé Sunshine Sketches of a Little Economics, qui s'inspire du livre humoristique Sunshine Sketches of a Little Town (1912) de l'écrivain canadien Stephen Leacock. Mais Graham meurt subitement en 1968, quelques mois avant la publication de son dernier roman policier, Gambling with Fire (1969), dont l'intrigue, toujours située à Montréal, met en scène le détective et réfugié aristocrate autrichien Franz Loebek.

## Œuvre

### Romans

#### SérieRussell Teed
- The Crime on Côte des Neiges (1951) Publié en français sous le titre Meurtre à Westmount. Une enquête de Russell Teed, traduit par Sophie Cardinal-Corriveau, Montréal, Éditions HMH-Hurtubise, 2014  (ISBN 978-2-897234-60-7)
- Murder Over Dorval (1952)
- The Body on Mount Royal (1953)

#### Autre roman
- Gambling with Fire (1969), publication posthume

### Autre publication sous le nom de Charles Ross Graham
- Sunshine Sketches of a Little Economics (1968)